# Piazza della Frutta
La Piazza della Frutta, llamada antiguamente también Piazza del Peronio, es una de las numerosas plazas que caracterizan el centro histórico de Padua, Italia. Fue durante siglos, junto con la Piazza delle Erbe, el centro comercial de la ciudad. En las dos plazas se realiza uno de los mercados más grandes de Italia. La plaza está dominada por el imponente Palazzo della Ragione, parte del gran Palazzo Comunale, y por la Torre degli Anziani; también se encuentra en ella la columna del Peronio.

## Historia

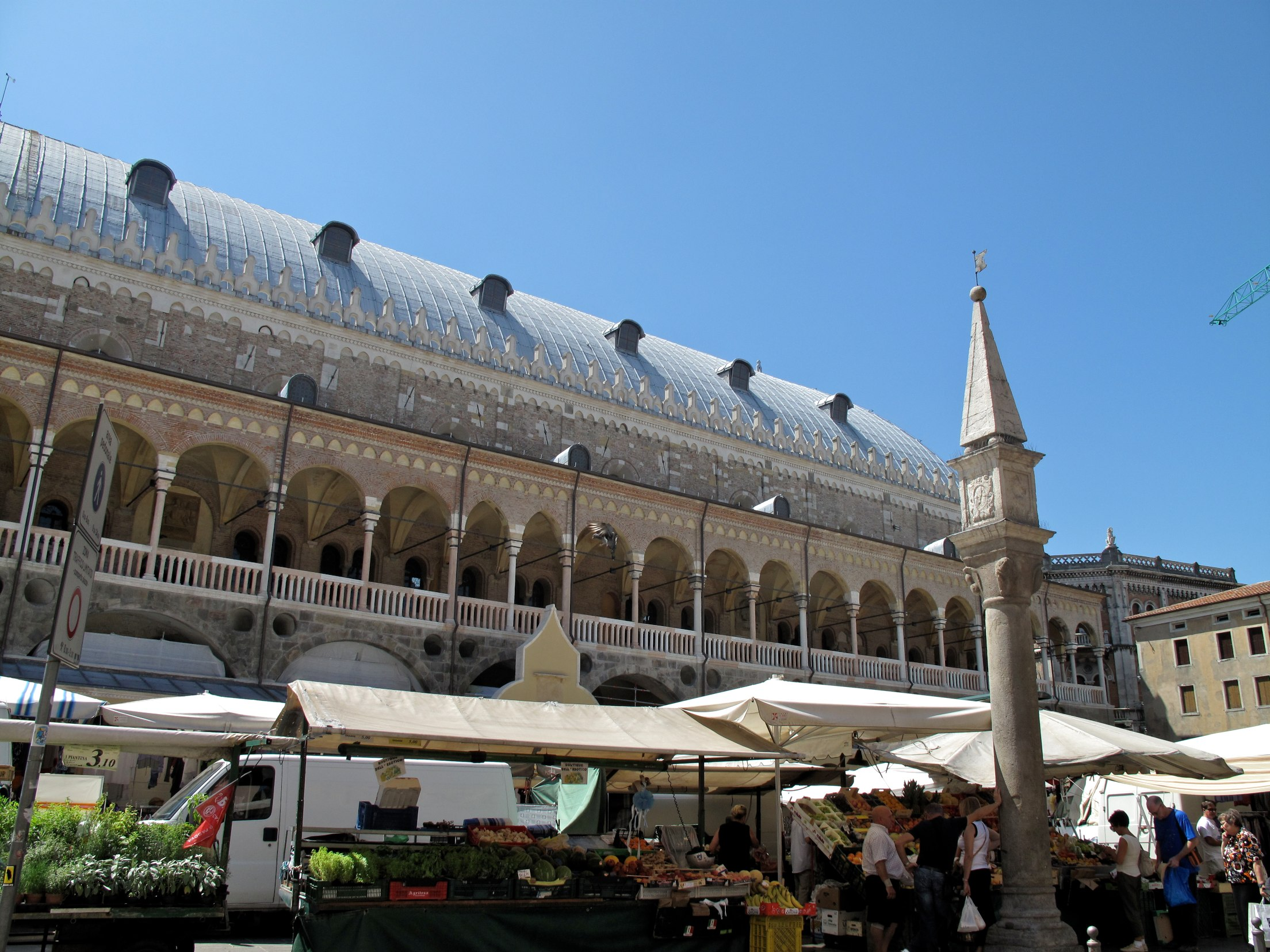
La plaza durante el mercado con la columna del Peronio.

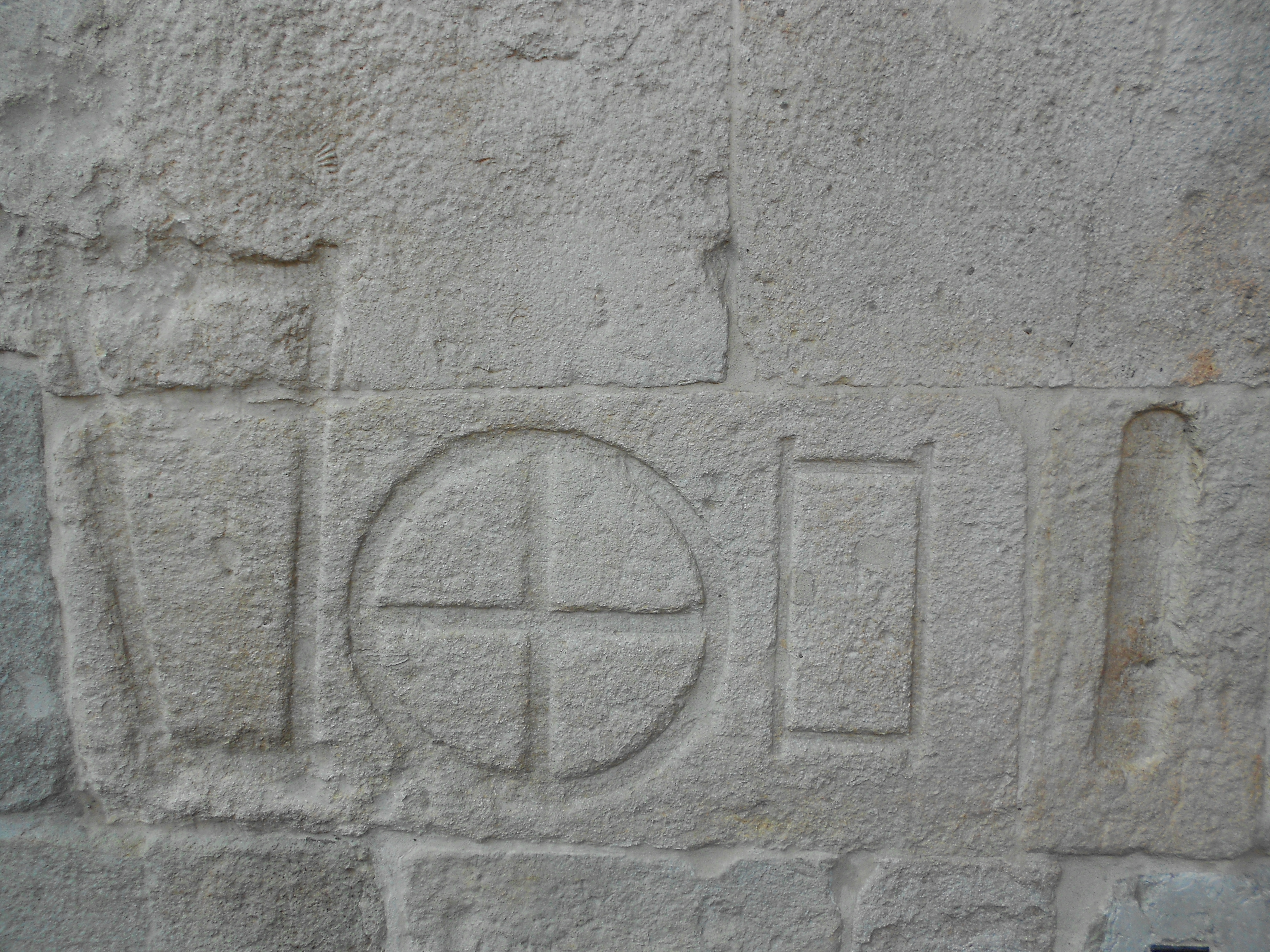
Las unidades de medida paduanas en el Canton dee Busie.

La zona era bulliciosa ya en la época prerromana, como testimonian los numerosos hallazgos arqueológicos. Según algunos, era sede de comercios ya en la época imperial, pero debe su conformación actual a los siglos x y xi. El espacio estaba ocupado por numerosas tiendas y puestos que vendían toda clase de bienes, sobre todo verdura y aves de corral. Fue con la construcción del Palazzo della Ragione a principios del siglo xiii cuando se intentó ordenar los diferentes puntos de venta: bajo el salón se instalaron los vendedores de tejidos y de piel, mientras que a los pies de las escaleras del palacio que daban a la plaza se instalaron los toldos de los vendedores de aves de corral y animales de caza (en la Scala dei Osei, al este) y de fruta y verdura (en la Scala dee Erbe, al oeste), y en la plaza se instalaron los puestos móviles de los vendedores de calzado y de cuero. Bajo la Torre degli Anziani estaban los vendedores de sal, mientras que en la esquina llamada posteriormente Canton dee Busie, donde los comerciantes realizaban transacciones deshonestas, se esculpieron las unidades de medida paduanas, que servían para desenmascarar las compraventas engañosas. Giovanni da Nono en su Visio Egidii atestiguó con gran precisión la ampliación del Palazzo della Ragione en 1309 y la disposición de las tiendas en esa época.
En los siglos xvii y xviii se remodelaron las casas medievales al norte, con la rectificación de los pórticos. En la primera mitad del siglo xix fueron eliminados definitivamente las balcones sostenidos por columnas de madera de las casas del oeste y el norte, mientras que a principios del siglo xx se remodeló la cortina de casas al este con el ensanchamiento de la contrà del sale, la posterior Via Oberdan. El palacete neoclásico situado en la esquina noroeste es obra del arquitecto Antonio Noale.
En la plaza, el día del zoba masa, es decir, el primer jueves de mayo, la fraglia degli strazzaroli, chatarreros y comerciantes de cosas usadas, realizaba el espectáculo de la cucaña. El premio consistía en una bolsa y guantes; por esto era llamada Festa della Borsa. Una borsa de mármol está esculpida como recuerdo en el edificio situado en la esquina de la Via Marsilio da Padova con la Via Gorizia.
En la plaza se encuentran algunas de las tiendas más antiguas de Padua: bajo la logia del Palazzo del Consiglio está la antigua botica Ai due catini d'oro, ya existente en el siglo xviii. A poca distancia, la confitería Graziati, fundada en 1919, ocupa parte de un arco de pórtico con habitaciones del siglo xii.

## Columna del Peronio

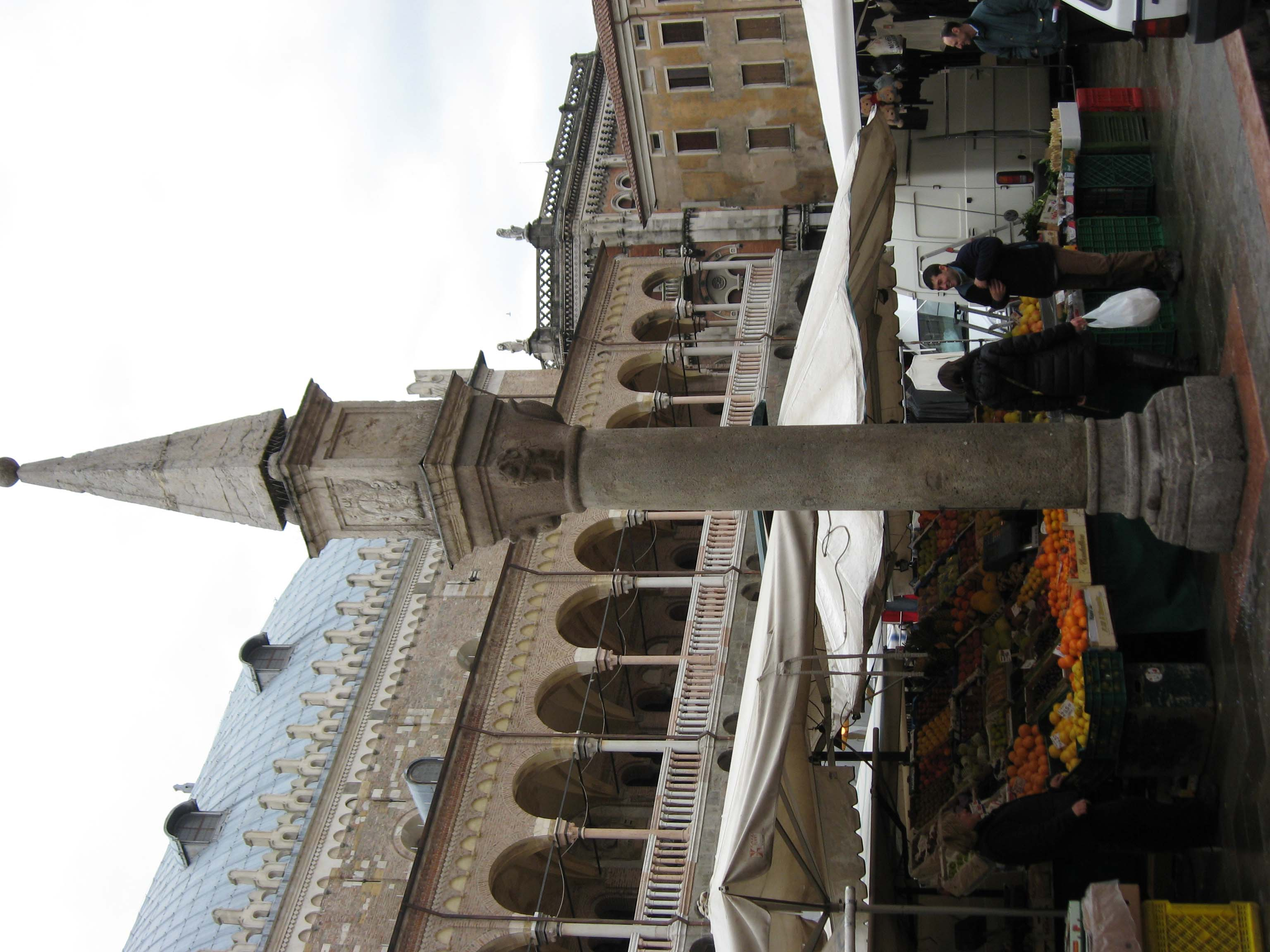
La columna del Peronio.

El Peronio es una columna medieval colocada en el centro de la Piazza della Frutta. Era utilizada probablemente como soporte de una carpa para usos comerciales o como señal para la disposición de los puestos que eran montados en la plaza por la mañana. Su nombre deriva quizá del latín perones, los calzados de cuero que eran vendidos cerca de ella o, como en el caso de Vicenza, de perones como «conjunto de zonas de propiedad pública». Está coronada por un capitel en cuyas esquinas están representadas una calabaza, una palmera, un membrillo y un peral, y finalmente rematada por un pequeño obelisco de piedra de Istria con una antigua veleta, sobre el cual está representado, en bajorrelieve, el escudo de la ciudad y San Prosdocimo. Tras haber sido colocada en el Prato della Valle durante casi un siglo (en la esquina con la Via Briosco), a mediados de los años noventa fue trasladada de nuevo a su posición original.